# Tangale jezik
Tangale jezik (ISO 639-3: tan; tangle), afrazijski jezik zapadnočadske skupine, kojim govori 130 000 ljudi (1995 CAPRO) u nigerijskoj državi Gombe u LGA Billiri, Kaltungo, Akko i Balanga. Tangale se uže klasificira skupini A.2. bole-tangale i podskupini tangale.
Ima 4 dijalekta kaltungo, biliri, shongom, ture; pismo: latinica.

## Vanjske poveznice
- Ethnologue (14th)
- Ethnologue (15th)